# حديقة الوطن
حديقة الوطن (بالإنجليزية: Al-Watan Park)، المعروفة أيضًا باسم حديقة برج المياه، هي حديقة بلدية مساحتها 2.9 هكتار تُحيط ببرج الرياض للمياه. وتُعد إحدى الحدائق والمتنزهات البلدية الثمانية التي تُشكِّل المركز التاريخي للملك عبدالعزيز في حي الفوطة بالرياض، المملكة العربية السعودية.
افتُتحت الحديقة في ديسمبر 2005 / ذو الحجة 1426 هـ تحت رعاية أمير منطقة الرياض آنذاك صاحب السمو الملكي الأمير سلمان بن عبدالعزيز (الملك الحالي). وتشتهر الحديقة أيضًا بنموذجها الضخم المُصمم على شكل خريطة شبه الجزيرة العربية، إلى جانب القنوات المائية والشلالات المحيطة ببرج المياه.